# Ere-Ariër
Ere-Ariër is een persoon die volgens de rassenleer van het nationaalsocialisme geen Ariër was, maar om politieke reden wel als zodanig werd beschouwd. De term werd toegepast op zowel de Japanners als op sommige Kroatische joden.
Het nationaalsocialisme was zeer dogmatisch op het gebied van zijn rassenleer, die een rangschikking van rassen naar kwaliteit bevatte. De bovenste sport op deze ladder werd door de Duitsers ingenomen. Zij werden gevolgd door andere Noord-Europeanen, Zuid-Europeanen, Slavische volkeren, Afrikanen, Aziaten en ten slotte zigeuners en joden. De laatste vijf categorieën waren niet alleen minderwaardig volgens de rassenleer, maar moesten uitgeroeid worden om te voorkomen dat ze zich met Ariërs vermengden en hen zo bevuilden. Deze rassenleer was deels gebaseerd op 19e-eeuwse interpretaties van de genetica, die onder andere beweerden dat Afrikaanse en Aziatische volkeren een lagere trede in de menselijke evolutie vormden.
De politieke situatie was fundamenteel anders. Een bondgenoot van Duitsland was Japan, dat volgens de nazi-ideologie een minderwaardig land was. Deze inconsequentie zou de geloofwaardigheid van de leer kunnen aantasten en bovendien wilden de Duitsers hun bondgenoten niet tegen de schenen schoppen. Daarom werd het begrip ere-Ariër ingevoerd, naar analogie met ereleden in een vereniging en ere-doctoraten. Biologisch voldeden de Japanners niet aan de definitie van de Ariër, maar vanwege hun technologische ontwikkeling en fascistoïde systeem werden ze toch als Ariërs gekwalificeerd. Ze zouden hun minderwaardige afstamming ontgroeid zijn.
Na de stichting van de Onafhankelijke Staat Kroatië deed zich een soortgelijk probleem voor. Ante Pavelić en een aantal andere belangrijke Ustašaleden bleken joodse familieleden te hebben. Omdat de steun van de Ustace cruciaal was, werd voor deze joden het ere-Ariërschap ingevoerd. Dit hield in dat joden die een bepaalde afstamming konden bewijzen, ere-Ariër konden worden en daarmee automatisch gevrijwaard waren van vervolging. Slechts enkele joden kwalificeerden voor ere-Ariërschap. De Slavische Kroaten werden niet, zoals de Japanners, gezien als ere-Ariërs, maar werden rechtstreeks als Ariërs gekwalificeerd.